# 17076 Betti
17076 Betti è un asteroide della fascia principale. Scoperto nel 1999, presenta un'orbita caratterizzata da un semiasse maggiore pari a 2,4257456 UA e da un'eccentricità di 0,0849242, inclinata di 7,05666° rispetto all'eclittica.